# Lecanora elatinoides
Lecanora elatinoides är en lavart som beskrevs av Veli Räsänen. Lecanora elatinoides ingår i släktet Lecanora och familjen Lecanoraceae.   Inga underarter finns listade i Catalogue of Life.